# 黒毛和牛上塩タン焼680円
「黒毛和牛上塩タン焼680円」（くろげわぎゅうじょうしおタンやきろっぴゃくはちじゅうえん）は、大塚愛の7枚目のシングル。2005年2月9日発売。avex traxよりリリースされた。初回版のみタイアップ先のアニメ『ブラック・ジャック』オリジナルステッカー封入（LOVE&PINOKO）。DVD付きも同時発売。

## 解説
- この作品以降、シングル盤では初回盤特典の絵本が付かなくなる。
- 発売日が2月9日である理由は、29（肉）の日であるため。
- （Instrumental以外の）収録曲の値段（680円、三〇〇円、70円）を合計すると、「CDのみ」の発売時点での税込みの価格である1,050円になる。
- タイトルが「680円」のため、新品CDのパッケージには「このシングルは1050円（DVD付は1,890円）です」という注意書きが表記されている。
- この長いタイトルは、B'zの「愛のままにわがままに 僕は君だけを傷つけない」に対抗したと、本人は語っている[1]。
- 歌詞の内容は、金網と焼肉の関係を男女関係に例えたものである。
- 「今まではいっぱいいっぱいだったが、この曲から、曲に対する責任を今まで以上に持つことができた」と語っている[2]。

## 収録曲
（全作詞・作曲：愛／編曲：愛×Ikoman）

### CD
1. 黒毛和牛上塩タン焼680円 [3:53]
日本テレビ系アニメ『ブラック・ジャック』初代エンディングテーマ。
2ndアルバム『LOVE JAM』の10曲目に「黒毛和牛上塩タン焼735円」が収録（そのため、新曲ではなくシングルカット扱いである）。
PVには俳優の高杉亘が出演している。
2. 本マグロ中トロ三〇〇円 （緑色）[4:19]
3. つくね70円 [3:01]
歌詞の大半が卑猥な内容で、ボーカルの大部分にエフェクトがかけられ歌詞が聴き取りにくいようにしてある。なお、本人の意向により歌詞カードに歌詞は掲載されていない。
4. 黒毛和牛上塩タン焼680円 (Instrumental) [3:47]
5. 本マグロ中トロ三〇〇円（緑色） (Instrumental) [4:18]

### DVD
1. 黒毛和牛上塩タン焼680円 (Music Clip)

## 収録アルバム
- LOVE JAM（#1、「黒毛和牛上塩タン焼735円」として収録）
- 愛 am BEST（#1）